# Puchar Interkontynentalny w Lekkoatletyce 2018 – bieg na 3000 m kobiet
Bieg na 3000 metrów kobiet – jedna z konkurencji biegowych rozgrywana w ramach lekkoatletycznyego pucharu interkontynentalnego na Stadionie miejskim w Ostrawie-Witkowicach.

## Terminarz
Źródło: worldathletics.org.
| Data       | Godzina |
| ---------- | ------- |
| 8 września | 16:35   |

## Rekordy
Tabela prezentuje rekord świata, rekord pucharu interkontynentalnego, rekordy kontynentów oraz najlepszy wynik na listach światowych w sezonie 2018 przed rozpoczęciem mistrzostw.
|                                     | Zawodniczka            | Wynik   | Miejsce   | Data                  |
| ----------------------------------- | ---------------------- | ------- | --------- | --------------------- |
| Rekord świata                       | Wang Junxia            | 8:06,11 | Pekin     | 13 września 1993(dts) |
| Listy światowe                      | Caroline Chepkoech     | 8:29,05 | Doha      | 4 maja 2018(dts)      |
| Rekord pucharu interkontynentalnego | Tirunesh Dibaba        | 8:33,78 | Ateny     | 16 września 2006(dts) |
| Rekord Afryki                       | Genzebe Dibaba         | 8:16,60 | Sztokholm | 6 lutego 2016(dts)    |
| Rekord Azji                         | Wang Junxia            | 8:06,11 | Pekin     | 13 września 1993(dts) |
| Rekord Ameryki Północnej            | Mary Slaney            | 8:25,83 | Rzym      | 7 września 1985(dts)  |
| Rekord Ameryki Południowej          | Delirde Maria Bernardi | 9:02,37 | Linz      | 4 lipca 1994(dts)     |
| Rekord Europy                       | Gabriela Szabó         | 8:21,42 | Monako    | 19 lipca 2002(dts)    |
| Rekord Australii i Oceanii          | Kimberley Smith        | 8:35,31 | Monako    | 25 lipca 2007(dts)    |

## Rezultaty
Źródło: worldathletics.org.
| Pozycja | Zawodniczka             | Drużyna        | Czas    | Punkty | Uwagi |
| ------- | ----------------------- | -------------- | ------- | ------ | ----- |
| 1.      | Sifan Hassan            | Europa         | 8:27,50 | 8      | CR    |
| 2.      | Senbere Teferi          | Afryka         | 8:32,49 | 7      | PB    |
| 3.      | Hellen Obiri            | Afryka         | 8:36,20 | 6      | SB    |
| 4.      | Konstanze Klosterhalfen | Europa         | 8:38,04 | 5      | SB    |
| 5.      | Genevieve LaCaze        | Azja i Oceania | DNF     | 4      | ELI4  |
| 6.      | Nozomi Tanaka           | Azja i Oceania | DNF     | 3      | ELI3  |
| 7.      | Lauren Paquette         | Ameryka        | DNF     | 2      | ELI2  |
| 8.      | Muriel Coneo            | Ameryka        | DNF     | 1      | ELI1  |

## Klasyfikacja drużynowa
Źródło:
| Miejsce | Drużyna        | Punkty indywidualne | Punkty drużynowe        |
| ------- | -------------- | ------------------- | ----------------------- |
| 1.      | Afryka         | 13                  | 14 (wykorzystany joker) |
| 1.      | Europa         | 13                  | 7                       |
| 3.      | Azja i Oceania | 7                   | 4                       |
| 4.      | Ameryka        | 3                   | 2                       |